# Swift
För andra betydelser, se Swift (olika betydelser).
Swift är ett kompilerat, multi-paradigmatiskt programspråk utvecklat av Apple för programmering för iOS, macOS, Linux, tvOS, och watchOS.

## Historia
Utveckling påbörjades i juli 2010 av Chris Lattner som implementerade grundläggande funktionalitet innan ett flertal programmerare bidrog till utvecklingsprocessen så tidigt som 2011. Språkets design inspirerades av "Objective-C, Rust, Haskell, Ruby, Python, C#, CLU och mycket mer". Swift blev ett stort fokus för Apple Developer Tools, avdelningen i Apple ansvarig för Xcode och andra programmeringsverktyg, i juli 2013.
2 juni 2014 annonserades språket för första gången under årets World Wide Developer Conference (WWDC) och beskrevs som "Objective-C utan C". Den ackompanjerande WWDC-appen släpptes ut på App Store samma dag och var den första kommersiella appen skriven i Swift.
Swift nådde version 1.0 den 9 september 2014.
Swift 2.0 släpptes 2015 Swift 3.0 släpptes 2016 och Swift 4.0 släpptes 2017. 2018 släpptes Swift 4.2 och Swift 5.0 som för första gången inkluderar ABI-stabilitet presenterades.
| Datum      | Version   |
| ---------- | --------- |
| 2014-09-09 | Swift 1.0 |
| 2014-10-22 | Swift 1.1 |
| 2015-04-08 | Swift 1.2 |
| 2015-09-21 | Swift 2.0 |
| 2016-09-13 | Swift 3.0 |
| 2017-09-19 | Swift 4.0 |
| 2018-03-29 | Swift 4.1 |
| 2018-09-17 | Swift 4.2 |
| 2019-03-25 | Swift 5.0 |

## Översikt
Swift kan beskrivas som en modernisering av Objective-C. Till skillnad från föregångaren använder sig Swift inte av pekare och kräver initiering av variabler. Den Smalltalk-baserade syntaxen för metodanrop har ersatts av en vanligare, punktnotationsliknande syntax. Samtidigt behåller Swift grundläggande Objective-C koncept, som utvidgningar, stängningar och protokoll (Engelska: extensions, closures, protocols).

## Kodexempel

### Hello World
Exempelkod för Hello World, som presenteras i boken The Swift Programming Language:
```
print
(
"Hello, world!"
)

```

### Array-sortering
Exempelkod som demonstrerar sortering och utskrivning av en array som innehåller element av datatypen Int.
```
var
 
minArray
:
 
[
Int
]
 
=
 
[
65
,
 
3
,
 
17
,
 
93
]

print
(
minArray
.
sorted
())

//Skriver ut "[3, 17, 65, 93]".

```

### Generiskt Byte
Exempelkod för en funktion som byter ut två T-variablers slumpmässiga värden med varandra. Värdena skrivs ut före och efter användning av funktionen.
```
import
 
Foundation
 
//Krävs för slumpmässighet.

func
 
generisktByte
<
T
>(
inout
 
#
förstaVärdet
:
 
T
,
 
inout
 
#
andraVärdet
:
 
T
)
 
{
 
    
(
förstaVärdet
,
 
andraVärdet
)
 
=
 
(
andraVärdet
,
 
förstaVärdet
)

}

var
 
ettVärde
 
=
 
(
arc4random
()
%
10
)
+
1
,
 
annatVärde
 
=
 
(
arc4random
()
%
10
)
+
1
 

//Själva värdena deklareras och definieras som ett slumpmässigt värde mellan 10 och 1.

print
(
"
\(
ettVärde
)
, 
\(
annatVärde
)
"
)
 
//Värdena skrivs ut före bytet.

generisktByte
(
förstaVärdet
:
 
&
ettVärde
,
 
andraVärdet
:
 
&
annatVärde
)

print
(
"
\(
ettVärde
)
, 
\(
annatVärde
)
"
)
 
//Värdena skrivs ut efter bytet.

```

En unik egenskap för programspråket är att det stödjer Unicode-karaktärer i själva koden.